# القفل (سيئون)

'

تعديل مصدري - تعديل

القفل هي إحدى قرى عزلة سيئون بمديرية سيئون التابعة لمحافظة حضرموت، بلغ تعداد سكانها 589 نسمة حسب تعداد اليمن لعام 2004.